# Paul Friedel

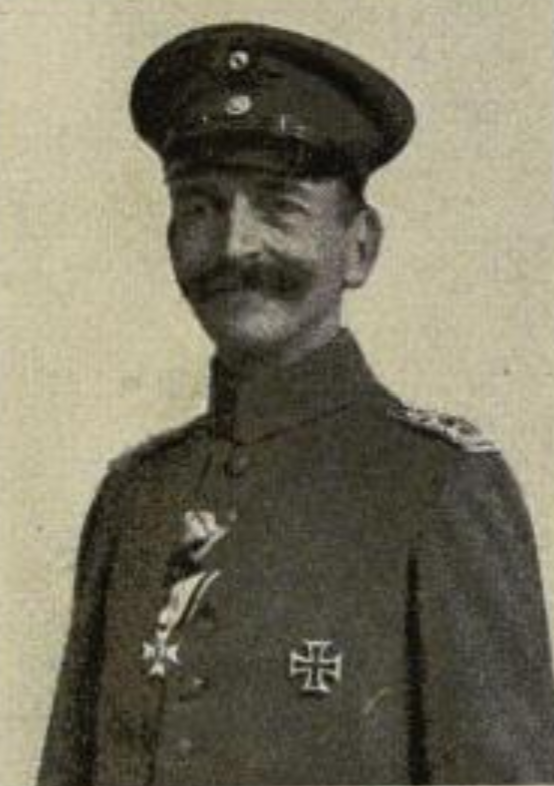
Paul Friedel

Johannes Robert Theodor Maximilian Paul Friedel (* 4. Dezember 1863 in Dahsau; † 1934 in Leipzig) war ein sächsischer Generalmajor.

## Leben

### Karriere
Friedel wurde am 25. April 1885 zum Fähnrich bei der 3. Kompanie des 10. Infanterie-Regiment Nr. 134 der sächsischen Armee ernannt und avancierte am 19. Januar 1886 zum Leutnant bei der 7. Kompanie des Infanterie-Regiment „König Wilhelm II. von Württemberg“ (6. Königlich Sächsisches) Nr. 105. Er avancierte am 24. März 1893 zum Oberleutnant. Nach mehreren Jahren wurde er dann am 26. März 1899 zum Hauptmann unter gleichzeitiger Versetzung als Kompaniechef der 4. Kompanie in das Infanterie-Regiment „König Ludwig III. von Bayern“ (3. Königlich Sächsisches) Nr. 102 befördert. Nach einigen Jahren wurde er als Kompaniechef der 5. Kompanie in das Infanterie-Regiment „König Georg“ (7. Königlich Sächsisches) Nr. 106 versetzt und nach weiterer Beförderung zum Major am 23. September 1908 als etatsmäßiger Stabsoffizier zum Infanterie-Regiment „König Wilhelm II. von Württemberg“ (6. Königlich Sächsisches) Nr. 105 abkommandiert. 1911 wurde er zum Bataillonskommandeur des II. Bataillons des 4. Infanterie-Regiment Nr. 103 ernannt.
Nach Ausbruch des Ersten Weltkrieges wurde er zum Regimentskommandeur seines Regiments ernannt und führte dieses unter Beförderung zum Oberstleutnant an die Front. Während der Schlacht an der Marne raffte er 50 Mann verschiedener Regimenter zusammen und stieß in unermüdlichem, scharfem Vorwärtsdringen durch unübersichtliches Waldgelände vor. Es gelang ihm, eine feuernde feindliche Batterie in der Flanke zu fassen, mit Schnellfeuer zu überschütten und im Angriff zu stürmen. Für dieses Wirken wurde er am 15. Oktober 1914 mit dem Ritterkreuz des Militär-St.-Heinrichs-Ordens ausgezeichnet. Am 7. März 1915 wurde er als Nachfolger von Oberst Max von Hopffgarten zum Regimentskommandeur des Landwehr-Infanterie-Regiments Nr. 102 ernannt und blieb bis zum 18. November desselben Jahres in dieser Eigenschaft.
Unter starker Beteiligung militärischer Kreise wurde Generalmajor a. D. Friedel während einer Trauerfeier auf dem Leipziger Südfriedhof begraben. Unteroffiziere des Infanterie-Regiment Nr. 11 hielten dabei die Ehrenwache, wobei zahlreiche ehemalige sächsische Offiziere, darunter Generalleutnant a. D. Richard Erich Gadegast und Oberst a. D. Alexander Gause an einer Gedächtnisrede teilnahmen.

## Werke
- Geschichte des 7. Infanterie-Regiments "König Georg" Nr. 106. Jacobsen, 1908 (Digitalisat)